# Ingeniería ferroviaria
La ingeniería ferroviaria es una rama de la ingeniería que estudia a los ferrocarriles. Realiza el proyecto, planificación, construcción, operación y mantenimiento de los trenes, material rodante, sistemas de señalización y vías férreas. También interviene en la organización e implementación de las plantas motrices y auxiliares, los sistemas de control, talleres ferroviarios y de mantenimiento y laboratorios de todo tipo, excepto las obras civiles. Otra labor realizada es la del estudio y asesoramiento en las estaciones y playas de maniobras, asuntos de ingeniería legal, económica y financiera, arbitrajes, pericias y tasaciones, así como también en higiene, seguridad y contaminación ambiental relacionados con los ferrocarriles.

### Facultades donde se enseña

#### Argentina
En Argentina a partir del año 2015 se enseña ingeniería ferroviaria en la Universidad Tecnológica Nacional (UTN) y a partir de 2019 en la Universidad Nacional de Lomas de Zamora (UNLZ). La carrera es de 6 años y abarca tanto trenes de superficie como subterráneos y aéreos.
Hay que recordar que antes de la tragedia de Once, no existía ingeniería ferroviaria en el país. Lo más parecido era la ingeniería mecánica con un posgrado en tecnología ferroviaria, que se cursaba fuera del país. Durante el juicio para determinar responsabilidades se hizo patente este problema, y como consecuencia de ello se creó la carrera de Ingeniería Ferroviaria en la Facultad Regional Haedo, siendo la primera en Latinoamérica.